# Ilija Saraka
Ilija Saraka (Dubrovnik, oko 1300. – Dubrovnik, 1361.), hrvatski diplomat i nadbiskup Dubrovnika.

## Višegradski ugovor i dubrovačka neovisnost
Ilija Saraka bio je na čelu izaslanstva grada Dubrovnika u pregovorima s ugarskim kraljem Ludovikom Anžuvincem 1358. godine, koji su se odvijali u Višegradu. Saraka je bio najstariji član izaslanstva, a uživao je velik ugled zbog svog ranijeg iskustva u diplomatskim odnosima Dubrovnika s papinskom kurijom. Dubrovnik se stavio pod zaštitu, odnosno pod vrhovnu vlast ugarskoga kralja, te je tako okončana gotovo dvije stotine godina duga vrhovna vlast Mletačke Republike nad Dubrovnikom. Višegradski ugovor za Dubrovnik je samo u teoriji značio podvrgavanje Ludovikovoj vrhovnoj vlasti, a u stvarnosti ova se godina smatra početkom dubrovačke neovisnosti. Historiografija, uz Marina Gučetića, Iliju Saraku smatra najzaslužnijim pojedincem za dubrovačku neovisnost, koja će, u različitim oblicima, potrajati do početka 19. stoljeća i dolaska Marmonta. Saraka je bio naročito aktivan i pri uključivanju otoka Mljeta u državnopravni sustav Dubrovnika.

## Ilija Sarak kao nadbiskup
Za nadbiskupa je zaređen 1342. godine. Sarakino nadbiskupsko djelovanje predstavlja vrhunac vlasti i utjecaja dubrovačkog nadbiskupa. Postavio je temeljni kamen za crkvu sv. Vlaha. Godine 1360. odstupio je s nadbiskupskog položaja. Predaja kaže da je, kada je 1361. obolio od kuge, na samrtnoj postelji savjetovao svoje sugrađane da niti jednom nadbiskupu ne dopuste vlast i moć koliku je on sam imao, kako bi se izbjegla opasnost od moguće tiranije. Nakon Sarake, sve do 18. stoljeća dubrovačkim nadbiskupom nije mogao postati Dubrovčanin, nego samo stranac. Ta je odluka dubrovačke vlasti bila vrlo promišljena i lukava, jer se računalo da stranac nikad ne može imati dovoljno jako zaleđe u gradu kako bi prisvojio znatniju moć.

## Vanjske poveznice
- Kolo br.2/2008.  Arhivirana inačica izvorne stranice od 19. veljače 2021. (Wayback Machine)